# Ligament inter-cunéiforme interosseux
Les ligaments interosseux inter-cunéiformes (ou ligaments inter-cunéens interosseux) sont deux ligaments des articulations intercunéiformes.
Ce sont deux courtes bandes fibreuses.
Le ligament interosseux inter-cunéiforme médial unit la face latérale de l'os cunéiforme médial à la face médiale de l'os cunéiforme intermédiaire.
Le ligament interosseux inter-cunéiforme latéral unit la face médiale de l'os cunéiforme latéral à la face latérale de l'os cunéiforme intermédiaire.
Ils font partie des ligaments responsables du maintien de la voûte plantaire transverse du pied avec les ligaments métatarsiens interosseux et le ligament métatarsien transverse superficiel.